# Cezariană

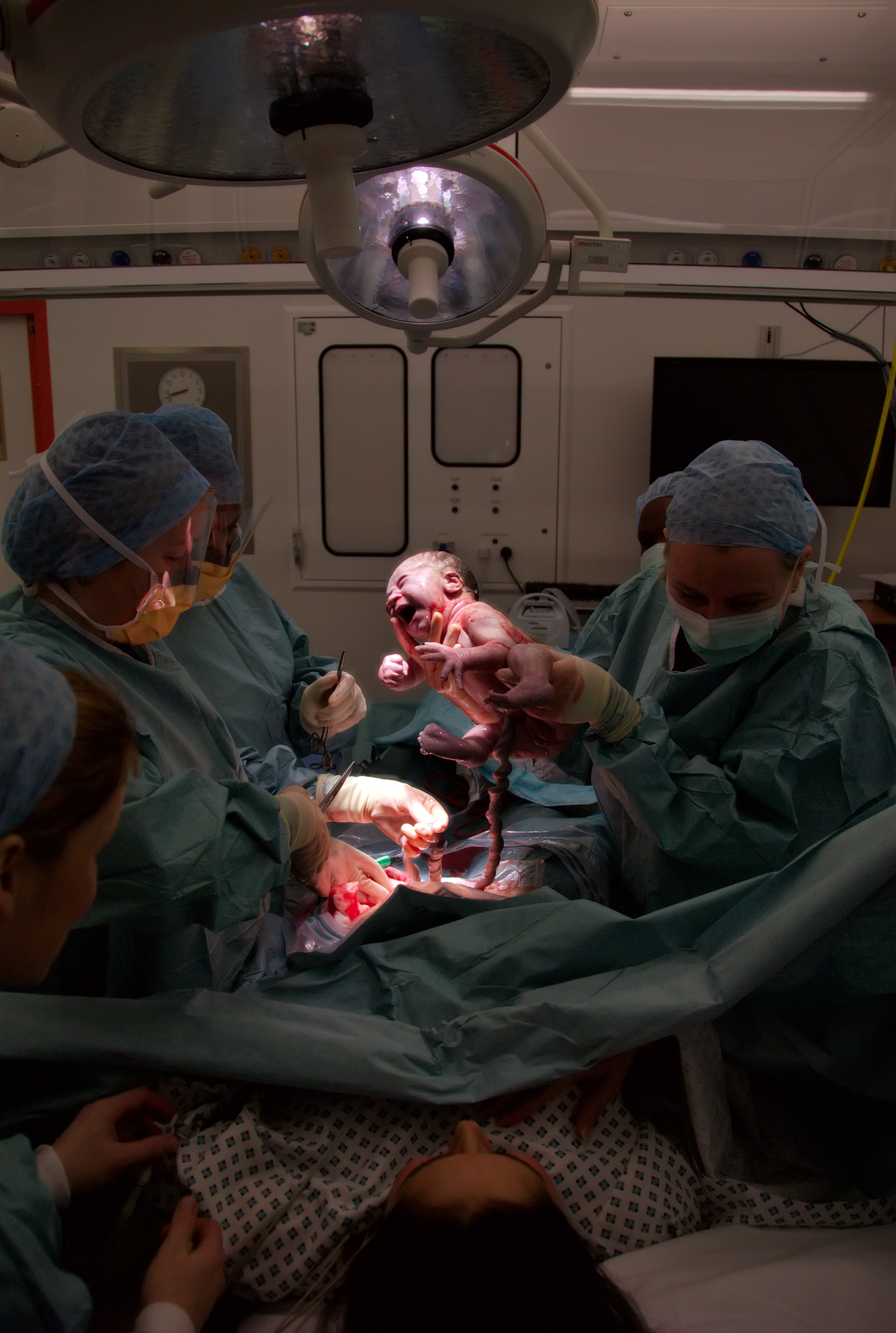
Naştere prin cezariană

Cezariana este o intervenție chirurgicală al cărei scop este de a extrage fătul din uterul gravidei printr-o incizie orizontală a abdomenului deasupra pubisului, practicată în cazurile în care nașterea nu poate avea loc pe cale naturală.
Operația este practicată sub anestezie care poate fi generală sau peridurală, caz în care gravida rămâne conștientă în timpul operației.

## Istoric
În vechime, operația se făcea numai pe femei însărcinate care decedaseră cu puțin înainte de termenul nașterii.
Abia din secolul al XVI-lea operația s-a făcut pe gravide în viață, prin deschiderea uterului.
În zilele noastre, deschiderea uterului este efectuată la nivelul colului uterin, ceea ce lasă posibilitatea de a practica alte cezariene și deci de a proiecta alte sarcini ulterioare.

## Situații în care se recomandă cezariana
Decizia de a practica o cezariană se ia fie înaintea nașterii, fie chiar în timpul nașterii, din cauze diverse:
- uterul este malformat, fragil sau prezintă cicatrice determinate de alte cezariene (practicate în urmă cu câțiva ani, prin deschiderea uterului),
- bazinul este prea îngust pentru trecerea fătului,
- gravida a suferit de hipertensiune în timpul sarcinii,
- copilul se va naște înainte de termen (este prematur) și nașterea pe căi normale ar putea sa-i provoace un traumatism din cauza slăbiciunii sale,
- nașterea se prelungește fără ca travaliul să fie eficace,
- fătul este cu șezutul înainte,
- fătul prezintă o suferință descoperită prin monitorizare înaintea dilatării complete a colului,
- gravida este infectată cu HIV, pentru prevenirea transmiterii HIV către făt

## Elemente pozitive ale nașterii prin cezariană
Nașterea prin cezariană are avantajul de a fi sigură pentru făt, deoarece nu există riscuri legate de:
- noduri ale cordonului ombilical,
- circulară de cordon,
- cordon prea scurt,
- angajare greșită a copilului în canalul pelvin,
- supunerea acestuia la un travaliu prelungit în condițiile absenței dilatației,
- este eliminată necesitatea de utilizare a forcepsului sau a vacuumului.

## Statistici în România
În anul 2004, una din cinci femei a născut prin cezariană (19%), în creștere cu 8 puncte procentuale față de 1999, când rata nașterilor prin cezariană a fost de numai 11%. În 1999 femeile din mediul urban au avut o probabilitate de aproape două ori mai mare de a naște prin cezariană (15%) față de cele din mediul rural (8%). Rata nașterilor prin cezariană aproape s-a dublat în mediul urban, între anii 1999 (15%) și 2004 (27%). În mediul rural, unde nașterile prin cezariană din cei cinci ani anteriori studiului din 2004 sunt în proporție de aproape 12%, creșterea nu a fost la fel de mare ca si în urban, fiind de numai aproape patru puncte procentuale.